# Acontecimientos internacionales en Barcelona

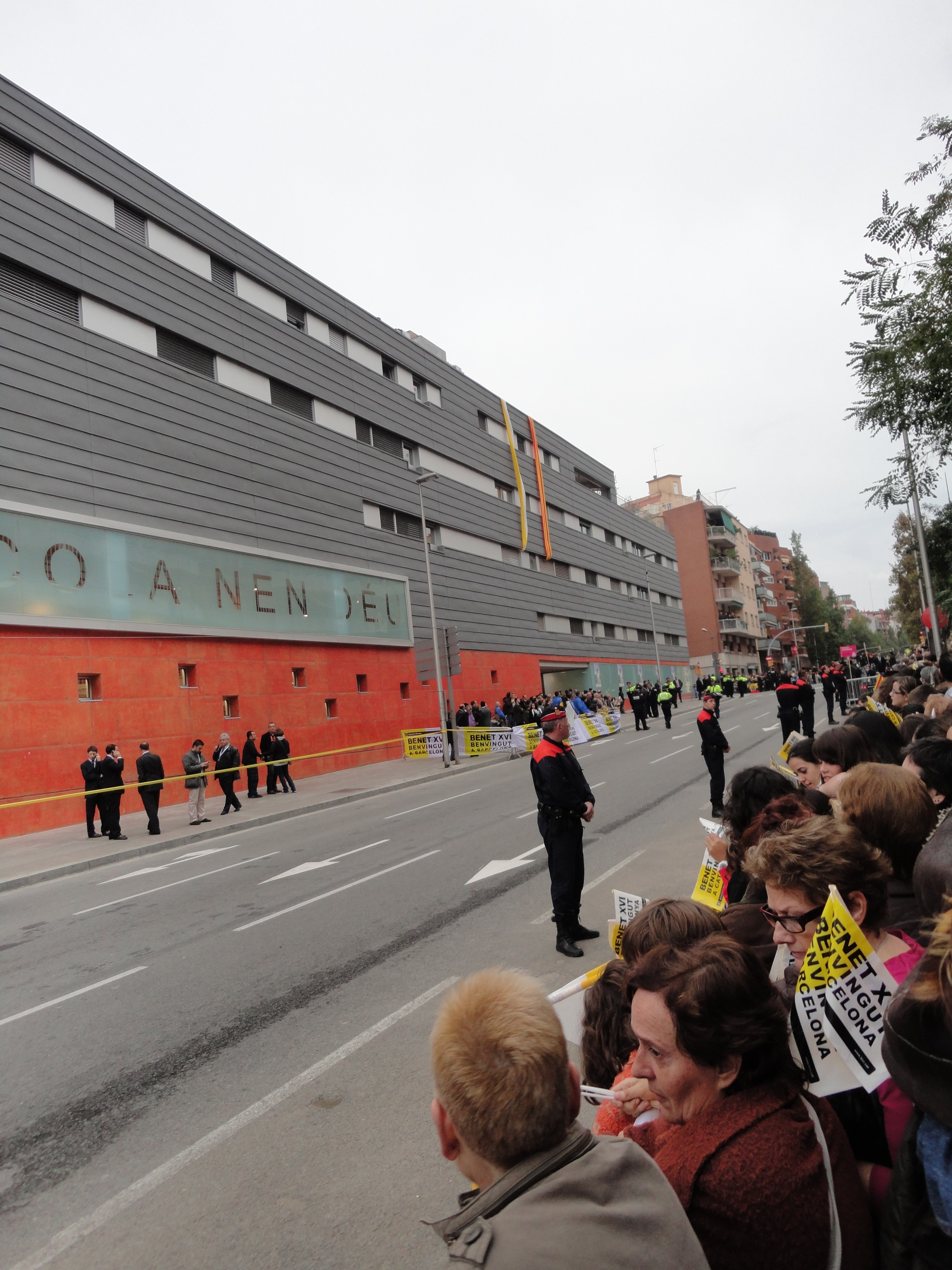
Cordón policial de los Mozos de Escuadra delante la obra benèfica Nen Déu, durante la visita del Papa Benedicto XVI a Barcelona en noviembre del 2010.

Barcelona ha sido escenario, desde finales del siglo XIX, de importantes eventos internacionales, especialmente en los campos de la cultura, la economía y el deporte. Algunos de ellos no solo han contribuido a dinamizar la economía de la ciudad y proyectar su imagen internacionalmente, sino que han incidido directamente en la organización urbanística de la ciudad. En este sentido, se considera que los tres acontecimientos internacionales más relevantes que han tenido lugar en Barcelona son, por orden cronológico, la Exposición Universal de 1888, la Exposición Internacional de 1929, y los Juegos Olímpicos de Barcelona 1992.
Además, también han pasado a la historia de la ciudad la celebración del XXXV Congreso Eucarístico Internacional en 1952, de los Juegos Mediterráneos de 1955, y del Fórum Universal de las Culturas del año 2004.
Barcelona ha sido especialmente prolífica en acoger un gran número de acontecimientos deportivos y musicales. Además, la actividad de la Feria de Barcelona la ha convertido en escenario de importantes ferias y congresos de todos los ámbitos del mundo económico.
Los eventos de carácter político han sido mucho menores al no ser capital de estado, aunque en la última década, tras las mejoras que los Juegos Olímpicos dejaron en la ciudad (transportes, seguridad, alojamiento...), Barcelona ha sido escenario de importantes acontecimientos como la primera "Conferencia Euromediterránea" de 1995, la reunión del Banco Mundial en junio de 2001, la Cumbre de Jefes de Estado en el Consejo de Estado de la Unión Europea de marzo de 2002, o la Cumbre Euromediterránea de noviembre de 2005.

## Eventos universales
- 1888: Exposición Universal de 1888
- 1929: Exposición Internacional de 1929
- 1992: Durante julio y agosto, se celebran los Juegos Olímpicos de Barcelona 1992.
- 2004: Del 9 de mayo al 24 de septiembre, se celebra el Fórum Universal de las Culturas

## Eventos políticos
- 1995: "1ª Conferencia Euromediterránea". Los días 27 y 28 de noviembre, se reúnen el presidente del Consejo de la Unión Europea, los ministros de Asuntos Exteriores de 26 países de la región mediterránea y el presidente de la Autoridad Palestina, Yasser Arafat. Se acuerda la denominada "Declaración de Barcelona".
- 2001: Del 25 al 27 de junio se planeaba una conferencia del Banco Mundial que fue cancelada.
- 2002: En marzo, se celebra la Cumbre de Jefes de Estado en el Consejo de Estado de la Unión Europea.
- 2005: Los días 27 y 28 de noviembre, se celebra la Cumbre Euromediterránea.

## Eventos deportivos
- 1908: Primera edición de la Copa Cataluña de automovilismo.
- 1911: Primera edición de la Volta Ciclista a Catalunya.
- 1916: El 23 de abril se celebra el primer gran combate de boxeo de carácter internacional en Barcelona. La plaza de toros Monumental acoge el combate entre Arthur Cravan, pseudónimo de Fabian Avenarius Lloyd (boxeador y poeta sobrino de Oscar Wilde) y el ex campeón del mundo de los pesos pesados Jack Johnson, que gana el combate y las 50.000 pesetas que había de premio.
- 1920: Primera edición de la Carrera Jean Bouin.
- 1930: El 30 de noviembre más de 70.000 espectadores se reúnen en el estadio de Montjuic para ver el combate de boxeo entre el italiano Primo Carnera y Paulino Uzcundum, con victoria del italiano.
- 1933: Se celebra la I Copa Barcelona de automovilismo en el circuito de Montjuic.
- 1936: Olimpiadas Populares, canceladas por el inicio de la Guerra civil española.
- 1951: El 28 de octubre se celebra en el circuito de Pedralbes el Gran Premio de España de Fórmula 1 de 1951 con victoria de Juan Manuel Fangio.
- 1953: Se celebra la primera edición del Torneo de tenis Conde de Godó, que en adelante se celebrará anualmente.
- 1954: El 24 de octubre se celebra en el circuito de Pedralbes el Gran Premio de España de Fórmula 1 de 1954 con victoria de Mike Hawthorn.
- 1955: Primera edición de las 24 Horas de Montjuic de motociclismo.
- 1955: Juegos Mediterráneos de 1955, del 16 al 25 de julio.
- 1963: Primera edición de la Setmana Catalana de Ciclisme que, desde entonces, se celebra anualmente.
- 1964, 24 de junio: El Camp Nou acoge la final de la Copa de la UEFA de fútbol.
- 1964: Eurocopa de fútbol de selecciones nacionales.
- 1965: Primera edición de la Escalada ciclista a Montjuïc que, desde entonces, se celebra anualmente.
- 1966: Primera edición del torneo de fútbol Trofeo Joan Gamper, organizado por el FC Barcelona. Desde entonces se celebra cada año.
- 1969: El 4 de mayo se celebra en el circuito de Montjuic el Gran Premio de España de Fórmula 1 de 1969 con victoria de Jackie Stewart.
- 1969: Se celebra en el Palacio de los Deportes de Barcelona la final de la Copa de Europa de baloncesto, en la que el CSKA de Moscú derrota al Real Madrid por 103-99.
- 1971: El 18 de abril se celebra en el circuito de Montjuic el Gran Premio de España de Fórmula 1 de 1971 con victoria de Jackie Stewart.
- 1971: Campeonato del mundo masculino de Hockey hierba 1971, del 15 al 24 de octubre.
- 1972: Celebración del primer Trofeo Internacional Ciudad de Barcelona de natación.
- 1972, 24 de mayo: El Camp Nou acoge la final de la Recopa de Europa de fútbol, entre el Glasgow Rangers y Dinamo de Moscú.
- 1972: El Palau Blaugrana acoge la tercera edición de la Copa Masters de Tenis, el primer evento tenístico de carácter internacional que se celebra en Barcelona. Vence Ilie Nastase, que derrota en la final a Stan Smith.
- 1972: Campeonato mundial de hockey sobre hierba femenino de 1972.
- 1973: El 29 de abril se celebra en el circuito de Montjuic el Gran Premio de España de Fórmula 1 de 1973, con victoria de Emerson Fittipaldi.
- 1973: Celebración del Eurobasket de selecciones nacionales de baloncesto.
- 1974: Primera edición del Trofeo Ciutat de Barcelona de fútbol.
- 1975: El 27 de abril se celebra en el circuito de Montjuic el Gran Premio de España de Fórmula 1 de 1975, con victoria de Jochen Mass.
- 1978: Primera edición de la Cursa de la Mercè.
- 1979: Primera edición de la Maratón de Barcelona.
- 1979: Primera edición de la Cursa de El Corte Inglés.
- 1981: El Palau Blaugrana acoge la final de la Copa Korac de baloncesto, en la que el Joventut de Badalona derrota al Carrera de Venecia italiano.
- 1982, mayo: El Camp Nou acoge la final de la Recopa de Europa de fútbol, entre el FC Barcelona y el Standard de Lieja. Vence el FC Barcelona por 2-1.
- 1982: Copa Mundial de Fútbol de 1982. Barcelona acoge la ceremonia de inauguración y ocho partidos, en los estadios del Camp Nou y Sarrià.
- 1986: Campeonato mundial de baloncesto de 1986.
- 1989, 24 de mayo: Final de la Liga de Campeones de la UEFA, en el Camp Nou, entre el AC Milan y Steaua de Bucarest. Vence el AC Milan por 4-0.
- 1989 (julio): Copa del Mundo de Atletismo.
- 1990: Primera edición de la Media Maratón de Barcelona.
- 1990 (octubre): Open McDonald's de Baloncesto.
- 1991 (septiembre): Montmeló primera carrera de Fórmula 1.
- 1992 (julio y agosto): Se celebran los Juegos Olímpicos de Barcelona 1992.
- 1992 (septiembre): Se celebran los Juegos Paralímpicos de Barcelona 1992.
- 1995 (marzo): Campeonato del Mundo de Atletismo en Pista Cubierta.
- 1997 (julio): Eurobasket de selecciones nacionales de baloncesto.
- 1998: Primera edición de la Cursa Bombers, una carrera popular de carácter internacional de 10 km.
- 1998: Se celebra en el Palau Sant Jordi la fase final de la Euroliga de baloncesto, en la que vence el Kinder Bologna italiano.
- 1999: Final de la Supercopa de Europa de Balonmano, en la que el FC Barcelona derrota al Badel Zagreb.
- 1999, 26 de mayo: Final de la Liga de Campeones de la UEFA, en el Camp Nou, entre el Manchester United y el Bayern de Múnich. Vence el Manchester United por 2-1.
- 1999, 31 de diciembre: Primera edición de la Carrera de San Silvestre barcelonesa.
- 2000 (diciembre): Final de la Copa Davis de tenis entre España y Australia.
- 2003 (abril): "Final Four" de la Euroliga de baloncesto. Vence el FC Barcelona.
- 2003 (julio): Campeonato mundial de natación.
- 2003 (julio): X Juegos Mundiales de Policías y Bomberos.
- 2003 (octubre): Exhibición de la NBA, que incluye el encuentro entre el FC Barcelona y los Memphis Grizzlies en el Palau Sant Jordi.
- 2006 (22 de mayo): Gala de entrega de la séptima edición de los Premios Laureus.
- 2006 (octubre): Exhibición de la NBA, que incluye el encuentro entre el FC Barcelona y los Philadelphia 76ers en el Palau Sant Jordi.
- 2009 (9 y 10 de julio): El Tour de Francia pasa por Barcelona. El 9 de julio l'Avinguda Maria Cristina es la meta de la etapa Girona-Barcelona y el día siguiente, se inicia la etapa Barcelona-Andorra. Con motivo del paso del Tour, que no se producía desde hace 40 años, se pretendió hacer la ola amarilla más grande al paso del pelotón y el récord guiness de mayor número de personas haciendo spinning al mismo tiempo en un espacio público.
- 2010: Campeonatos de Europa de Atletismo.

## Eventos religiosos
- 1952: XXXV Congreso Eucarístico Internacional
- 1982: Visita a la ciudad del Papa Juan Pablo II, que oficia misas multitudinarias en la Plaza Gaudí, frente al Templo Expiatorio de la Sagrada Familia, y en el Camp Nou.
- 2004: Parlamento Mundial de las Religiones, en el marco del Fórum Universal de las Culturas.
- 2010: Visita del Papa Benedicto XVI con motivo de la dedicación del Templo Expiatorio de la Sagrada Familia y visita a la obra benéfica Nen Déu.

## Eventos musicales
- 1965 (3 de julio): Concierto de The Beatles en la Plaza de toros Monumental de Barcelona. Asistieron 25.000 personas.
- 1976 (11 de julio): Concierto de The Rolling Stones (el primero en España del conjunto británico), en la Plaza de toros Monumental.
- 1980 (30 de junio): Concierto de Bob Marley en la Plaza de toros Monumental.
- 1985 (7 de julio): Concierto de Lluís Llach en el Camp Nou. Reunió a 125.000 espectadores.
- 1986 (1 de agosto): Concierto de Queen en el Mini estadi del Barça.
- 1988 (julio): Concierto de Frank Sinatra en el Camp Nou.
- 1988 (20 de julio): Concierto de Pink Floyd en el Estadio de Sarrià.
- 1988 (3 de agosto): Concierto de Bruce Springsteen en el Camp Nou.
- 1988 (9 de agosto): Concierto de Michael Jackson en el Camp Nou.
- 1988 (8 de septiembre): Concierto de Julio Iglesias en el Camp Nou.
- 1988 (10 de septiembre): Macroconcierto en el Camp Nou en favor de los Derechos Humanos, organizado por Amnistía Internacional, con actuaciones de Bruce Springsteen, Sting, Peter Gabriel Youssou N'Dour, Tracy Chapman, y El Último de la Fila.
- 1990 (14 de junio): Macroconcierto de The Rolling Stones en el Estadio Olímpico Lluís Companys, en el marco de su gira "Urban Jungle".
- 1990 (6 de octubre): Macroconcierto en el Estadio Olímpico Lluís Companys en pro de las asociaciones ecologistas. Actúan Tina Turner, El Último de la Fila y Sopa de Cabra.
- 1992 (9 de mayo): Concierto de Dire Straits en la Plaza de toros Monumental.
- 1992 (16, 17 y 18 de mayo): El grupo irlandés U2 ofrece tres conciertos consecutivos en el Palau Sant Jordi, en el marco de su gira "Zoo TV". Reúne a un total de más de 60.000 personas.
- 1992 (3 de julio): Concierto de Bruce Springsteen en la Plaza de toros Monumental.
- 1992 (18 de septiembre): Concierto de Michael Jackson en el Estadio Olímpico Lluís Companys, en el marco de su gira "Dangerous Tour". Reúne a 47.000 espectadores.
- 1993 (11 de mayo): Macroconcierto de Bruce Springsteen en el Estadio Olímpico Lluís Companys, en el marco de la gira "Human Touch".
- 1993 (junio): Primera edición del Festival Sónar, que desde entonces se celebra anualmente.
- 1993 (5 de julio): Macroconcierto de Guns N' Roses en el Estadio Olímpico Lluís Companys.
- 1997 (13 de julio): Concierto de "Los Tres Tenores": Josep Carreras, Plácido Domingo y Luciano Pavarotti, en el Camp Nou.
- 1997 (13 de septiembre): Concierto de U2, en el Estadio Olímpico Lluís Companys, en el marco de su gira "Pop Mart".
- 1999 (9 de abril): Concierto de Bruce Springsteen en el Palau Sant Jordi, en el marco de la gira "World Tour 1999".
- 1999 (2 de julio): Macroconcierto "Cataluña por Kosovo" en el Palau Sant Jordi, con la actuación de varios cantantes y grupos.
- 2001: Primera edición del Festival Primavera Sound, que desde entonces se celebra anualmente.
- 2001 (21 de septiembre): Concierto gratuito de Manu Chao, en la Plaza Cataluña de Barcelona. Asisten más de 150.000 personas.
- 2002 (16 de octubre): Concierto de Bruce Springsteen en el Palau Sant Jordi, en el marco de la gira "The Rising Tour".
- 2002 (14 de noviembre): Se celebra el MTV Europe Music Awards 2002. El día anterior, el grupo Bon Jovi hace una actuación gratuita frente a las fuentes de Montjuic, que reúne a 15.000 personas.
- 2002 (29 de diciembre): En el marco del "IV Festival del Mil·leni", concierto conjunto de Josep Carreras y Lluís Llach, acompañados por la Orquestra Simfònica Mediterrània y el Coro Madrigal.
- 2003 (17 de mayo): Concierto de Bruce Springsteen en el Estadio Olímpico Lluís Companys, en el marco de la gira "The Rising Tour".
- 2003 (29 de junio): Concierto de The Rolling Stones en el Estadio Olímpico Lluís Companys, en el marco de su gira "Tour Licks 2002/2003". También actuaron "The Pretenders", como teleneros. Asistieron 50.000 personas.
- 2004 (julio): Macroconcierto callejero y gratuito de Carlinhos Brown en el Paseo de Gracia de Barcelona, con motivo del Fórum Universal de las Culturas. Reúne a 400.000 personas.
- 2005 (7 de agosto): Concierto de U2, en el Camp Nou, en el marco de su gira "Vertigo Tour". También actuaron Keane y Kaiser Chiefs como teloneros. Asistieron 80.000 personas.
- 2006 (27 de mayo): Concierto de The Rolling Stones en el Estadio Olímpico Lluís Companys, en el marco de su gira "A Bigger Bang". Se agotaron las 60.000 localidades disponibles.
- 2009 (30 de junio y 2 de julio): Conciertos de U2 en el Camp Nou, en el marco de la gira U2 360° Tour. Asistieron 90.000 personas a cada uno.[1]

## Otros eventos
- 1997 (4 de octubre): Boda de la infanta Cristina de Borbón y Grecia con Iñaki Urdangarin.
- 1998 (18 y 19 de noviembre): V Fórum Ambiental del Mediterráneo. Se reúne la Red de ONG del Mediterráneo para la Ecología y el Desarrollo sostenible, que acuerdan la "Declaración de Barcelona".
- 2006 La ciudad acoge por primera vez el Mobile World Congress.